# 李神轨
李神轨（？—528年5月17日），小名青肫，顿丘郡卫国县（今河南省濮阳市清丰县）人，北魏官员。

## 生平
李神轨承袭父亲的李崇的爵位陈留侯，从给事中略微升任员外常侍、光禄大夫，屡次率兵征讨，很有将领的气度。正光五年（524年）李崇讨伐破六韓拔陵之乱，李神軌以假平北将軍随从平叛。孝昌年间，灵太后淫乱放纵，分别派遣心腹妇女到宫外，暗中寻找喜欢的人。李神轨被使者推荐给灵太后，受到灵太后的宠信，权倾朝野。当时人们都说李神轨与灵太后在宫内有私情，和郑俨两人成为太后的男宠，但当时的人也不能清楚。李神轨又屡次升任征东将军、武卫将军、给事黄门侍郎，经常兼领中书舍人。孝昌三年（527年）七月，相州刺史、安乐王元鉴占据相州反叛，灵太后诏令李神轨和都督源子邕讨伐。源子邕围困邺城，八月，源子邕和李神轨、裴衍等人进攻邺城，将元鉴平定。武泰元年（528年）二月，蛮族首领李洪扇动蛮族各部落，伊阙以东至于巩县大多被焚烧劫掠。灵太后诏令李神轨出任都督，与武卫将军费穆将李洪讨伐平定。武泰元年（528年），灵太后毒殺儿子魏孝明帝，拥立幼主元釗。尔朱荣发兵向洛阳进发，灵太后非常恐惧，诏令李神轨再度出任大都督，准备率领众人在太行山一带抵御尔朱荣。李神轨前进到河桥，正值北中城被尔朱荣占据，李神轨于是就退回，随即与百官在河阴等候魏孝庄帝。建义元年四月庚子（528年5月17日），尔朱荣发动河阴之变，李神轨被杀死。建义初年，朝廷赠予侍中、骠骑大将军、司空公、相州刺史，谥号烈。

## 其他
王琼曾去拜访李神轨的父亲李崇，见到李崇的儿子李世哲，径直问继伯在不在。李崇急忙跑出来，王琼才下马。李崇俭朴喜欢用纸贴在衣服上，王琼嘲笑着把纸拉掉。李神轨也曾身着华美的服装，王琼就把李神轨的服装剥掉，李崇也没有怨恨之言。
孝昌年间，李神轨势倾朝野，要求与散骑常侍卢义僖结为亲家。卢义僖料到李神轨必定会身败名裂，就拒绝了。黄门侍郎王诵对卢义僖说：“古人不以一个女儿换五个儿子，您难道反过来了？”卢义僖说：“我之所以不答应，就是为了这个。答应了他，恐怕祸事来的又大又快。”王诵于是紧紧的握住卢义僖的手说：“我听到了朋友的教令，不敢转告他人。”于是卢义僖把女儿嫁给了别家。成婚的那天晚上，灵太后派中常侍服景到卢义僖家中命令停止婚礼，家中内外之人无不惊慌恐怖，卢义僖泰然自若。

## 家庭

### 父亲
- 李崇，北魏骠骑大将军、开府仪同三司、相州刺史、侍中、陈留武康侯

### 兄弟姐妹
- 李世哲，北魏镇西将军、泾州刺史、卫国子
- 李邪输

### 夫人
- 河南元氏，魏献文帝拓跋弘孙女，北海平王元详之女，侍中、骠骑大将军、开府仪同三司、相州刺史、北海王元颢妹妹[18][19]